# Angelika Seibt

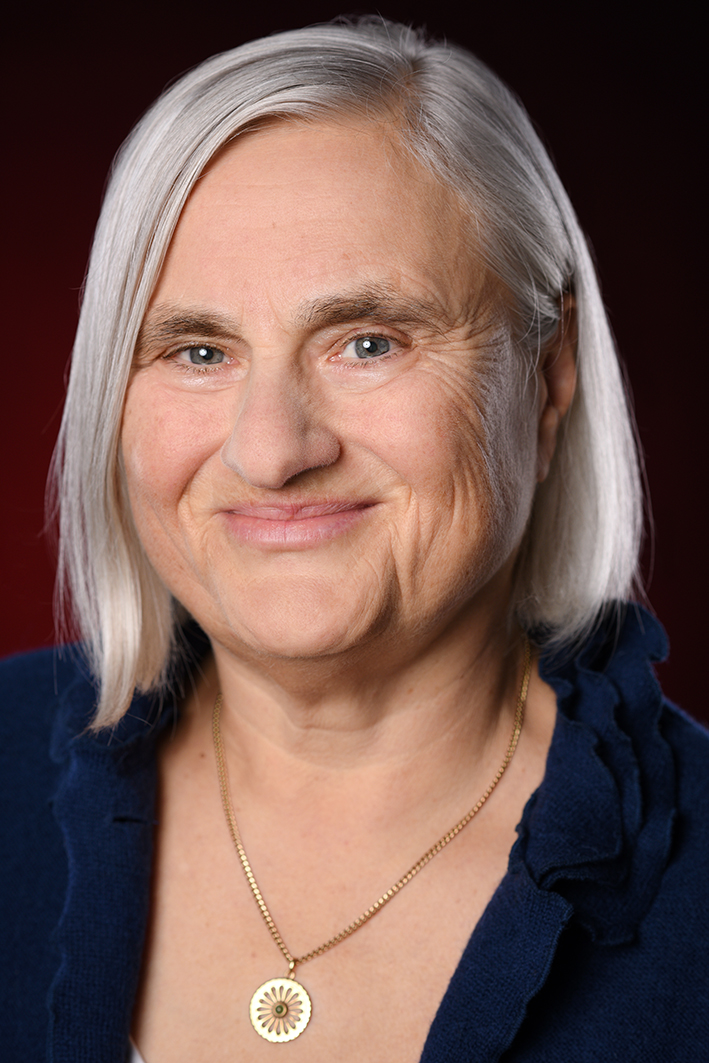
Angelika Seibt

Angelika Seibt (* 7. Oktober 1954 in Bernburg (Saale)) ist eine deutsche Psychologin und Sachverständige für Handschriften sowie Autorin wissenschaftlicher Veröffentlichungen zur Schriftpsychologie und Schriftvergleichung.

## Leben
Schon während ihrer Gymnasialzeit begann Seibt eine graphologische Ausbildung, ein erster Baustein ihrer späteren Tätigkeit als psychologische Beraterin und Schriftsachverständige. Sie studierte Sozialpädagogik an der Staatlichen Fachhochschule München sowie Philosophie, Wissenschaftstheorie, Psychologie und Soziologie an der Ludwig-Maximilians-Universität München unter anderem bei Wolfgang Stegmüller, Andreas Kemmerling, Matthias Varga von Kibéd, Walter Bühl. Sie promovierte 1984 mit der Dissertation „Wissenschaftstheoretische Überlegungen zur Grundlegung der Schriftpsychologie. Eine philosophische Reflexion anhand der transzendental-hermeneutischen Sprachpragmatik K.-O. Apels“.
Außerdem absolvierte sie eine Ausbildung zur Schriftsachverständigen an der Universität Mannheim bei Lothar Michel. Nach bestandener Prüfung wurde sie 1988 als Mitglied in die Gesellschaft für Forensische Schriftuntersuchung aufgenommen. 1995 folgte die öffentliche Bestellung und Beeidigung als Sachverständige für Handschriftenvergleichung durch die Regierung von Oberbayern.
Seibt war 1979 bis 2016 freiberuflich tätig, anfangs vor allem als Schriftpsychologin im Coaching und in der Personalberatung für Unternehmen, insbesondere für die Doblinger Unternehmensgruppe. Nach ihrer öffentlichen Bestellung und Beeidigung war sie nahezu ausschließlich als Gutachterin für Gerichte in Deutschland und Österreich tätig. Außerdem war sie 1992 bis 1996 ehrenamtlich Mitglied im Wissenschaftlichen Beirat der Europäischen Gesellschaft für Schriftpsychologie und Schriftexpertise (EGS) sowie 2000 bis 2005 Schriftleiterin der Zeitschrift für Schriftpsychologie und Schriftvergleichung (ZFS).
Seit 1979 ist sie verheiratet mit Georg Seibt.

## Werk
Die Graphologie hat ein unwissenschaftliches Image und reicht in ihrer traditionellen Form nicht für eine professionelle Beratungspraxis aus. Daher stellte sich für Seibt die Aufgabe, eine wissenschaftliche Begründung der Schriftpsychologie durch transparente Methoden und eine Weiterentwicklung für die Beratungspraxis zu suchen. Für die Personalberatung entwickelte sie gemeinsam mit Georg Seibt ein EDV-System, das etwa 15 Jahre in der Praxis angewendet worden ist. Um die Methode schriftpsychologischer Interpretation gut nachvollziehbar und lehrbar zu machen, entwickelte sie Interpretaionsprinzipien und Systeme zur Schriftbeschreibung und Persönlichkeitsbeschreibung.
Zwischen Graphologie und forensischer Schriftvergleichung  kann klar unterschieden werden: Die Graphologie will Charaktereigenschaften aus der Handschrift erfassen. Der forensischen Schriftvergleichung geht es um die Urheberidentifierzierung eines fraglichen Schriftstückes. Schriftpsychologie erforscht die psychologischen, physiologischen, schreibtechnischen und sozialen Entstehungsbedingungen handschriftlicher Schreibleistungen mit erfahrungswissenschaftlichen Methoden. Die Kenntnis solcher Entstehungsbedingungen ist sowohl für schriftpsychologische Beratungen, als auch für die Schriftvergleichung wichtig, da z. B. Absichten, Schreibübung und materialtechnische Einflusse erkannt werden müssen. Seibt analysierte die sozialwissenschaftliche Dimension der forensischen Handschriftenvergleichung und forderte sozialwissenschaftliche Forschung. Ein Verstehen von Absichten ist bei vielen Hypothesen der Schriftvergleichung zentral ist, wie sie an Fallbeispielen gezeigt hat.
Außerdem hat sich Seibt um die wissenschaftliche Weiterentwicklung von Methoden der forensischen Schriftvergleichung verdient gemacht, die zugleich Eingang in ihre praktische Tätigkeit als öffentlich bestellte und beeidigte Sachverständige gefunden haben: Während in ihrer Ausbildung noch eine narrative, erzählerische Schriftbeschreibung gelehrt wurde, hat sie Skalen und Messtechniken definiert, um Schriftmerkmale als empirische Basis einer schriftvergleichenden Analyse zu erfassen. Sie hat Regeln zur Befundbewertung aufgezeigt und Hypothesen als Werkzeuge der Befundbewertung verstanden, die in ihren forensischen Schriftgutachten zur Anwendung kamen. Während in ihrer Ausbildung noch mit einem verbalen und alltäglichen Begriff von Wahrscheinlichkeit gearbeitet wurde, hat sie einen numerischen Wahrscheinlichkeitsgrad als Ergebnis einer Untersuchung durch Hypothesenvergleich gewonnen.
Unterschriften und Testamente. Praxis der forensischen Schriftuntersuchung ist ein Standardwerk der forensischen Schriftvergleichung. Es „definiert sich selbst als praktische Hilfe für Laien; mit dem Ziel des besseren Verständnisses für die im Zusammenhang mit forensischen Schriftuntersuchungen im Gerichtsverfahren häufig auftretenden Fragen“. „Behandelt werden häufig auftretende Probleme wie Beweislast, Anknüpfungstatsachen, Verfälschung von Urkunden, Begutachtung von Fotokopien, Schriftentwicklung, Schriften mit hoher Variationsbreite sowie die Bedeutung des Wahrscheinlichkeitsgrades als Ergebnis einer Untersuchung.“ „Es enthält eine Fülle von Fragen und Aspekten, die bei Gerichtsverhandlungen und der praktischen Arbeit der Schriftvergleichung aufgetreten sind und deren Kenntnis für die Praxis unerlässlich ist.“ „Das gut lesbare und für die Rechtspraxis nützliche Handbuch ist bei der Wahrheitsfindung eine qualifizierte und daher unentbehrliche Hilfe.“
Seibt lagen Qualitätssicherung sowie die Information von Richtern und Rechtsanwälten am Herzen. Sie engagierte sich durch Veröffentlichungen in der Kriminalistik und der Neuen Juristischen Wochenschrift,  bei der Woche der Justiz München 2000, am 5. Münchner Erbrechts- und Nachlassgerichtstag des Bayerischen Anwaltsverbandes 2009, bei der Gesellschaft für Juristen-Informationen 2009.

## Schriften (Auswahl)
- Disposition, Prognose, Persönlichkeitsbild. Die Struktur schriftpsychologischer Beurteilungen des Berufserfolges im Unterschied zum Dispositionsbegriff der empirischen Persönlichkeitsforschung. In: Zeitschrift für Menschenkunde. Band 54, 1990, S. 221–238.
- Schriftpsychologie. Theorien, Forschungsergebnisse, wissenschaftstheoretische Grundlagen. Profil, München 1994, ISBN 3-89019-354-4.
- Die sozialwissenschaftliche Dimension der forensischen Handschriftenvergleichung. In: Zeitschrift für Menschenkunde. Band 58, 1994, S. 247–255. Auch in Qualitätsmerkmale forensischer Schriftgutachten. Vorträge und Aufsätze. Kindle E-Book, Rottach-Egern 2016.
- Forensische Schriftgutachten. Einführung in Methode und Praxis. C.H. Beck, München 1999, ISBN 3-406-45341-4.
- Demonstrationsmaterial in forensischen Schriftgutachten. In: Der Sachverständige. Organ des Bundesverbandes öffentlich bestellter und vereidigter sowie qualifizierter Sachverständiger BVS. Band 26, 1999, S. 27–29.
- Schriftvergleichende Befunderhebung: Skalen und Messtechniken. In: Zeitschrift für Schriftpsychologie und Schriftvergleichung. Band 64, 2000, S. 38–53.
- Forensische Schriftvergleichung und Schriftpsychologie. In: Kriminalistik. Band 58, 2004, S. 267–272.
- Qualitätsmerkmale forensischer Schriftgutachten. Aktualisierter Artikel aus der Zeitschrift für Schriftpsychologie und Schriftvergleichung. Band 68, 2004, S. 44–62. In: Qualitätsmerkmale forensischer Schriftgutachten. Vorträge und Aufsätze. Kindle E-Book, Rottach-Egern 2016.
- Wahrscheinlichkeit als Hypothesenvergleich. In: Kriminalistik. Band 59, 2005, S. 175–179.
- Methodisch strukturiertes Vorgehen als Mittel der Qualitätssicherung. In: Zeitschrift für Schriftpsychologie und Schriftvergleichung. Band 69, 2005, S. 130–178.
- Forensische Handschriftenuntersuchung als Wissenschaft. In: Kriminalistik. Band 60, 2006, S. 599–608.
- Unterschriften und Testamente. Praxis der forensischen Schriftuntersuchung. C.H. Beck, München 2008, ISBN 978-3-406-58113-7.
- Erfahrungen mit dem VSC4Plus. In: Kriminalistik. Band 63, 2009, S. 712–716.
- Messungen von allgemeinen und besonderen Schriftmerkmalen. Vortrag auf dem 8. internationalen Kongress der Gesellschaft für Forensische Schriftuntersuchung (GFS) in Dresden 2010. In: Qualitätsmerkmale forensischer Schriftgutachten. Vorträge und Aufsätze. Kindle E-Book, Rottach-Egern 2016.
- Vergangenheit, Gegenwart und Zukunft der forensischen Schriftvergleichung. Vortrag auf dem 26. internationalen Kongress der Europäischen Gesellschaft für Schriftpsychologie und Schriftexpertise (EGS) in Lindau 2012. In: Qualitätsmerkmale forensischer Schriftgutachten. Vorträge und Aufsätze. Kindle E-Book, Rottach-Egern 2016.
- Sozialwissenschaftliche Forschung bei Schriftveränderung. In: Kriminalistik. Band 67, 2013, S. 766–775.
- Sprache der Handschrift. Einführung in die Schriftpsychologie. CreateSpace Independent Publishing, Rottach-Egern 2017, ISBN 978-1-5427-4428-7.